# Siegessäule

Siegessäule

Siegessäule ou Obelisco da Vitória ou Coluna da Vitória, fica em Berlim na Alemanha, foi concluído em 1873 para comemorar as vitórias militares do Reino da Prússia sobre o Império Austríaco, Reino da Dinamarca e França entre 1864 e 1871.
O obelisco foi originalmente erigido no Reichstag, tendo sido transportado para o seu local actual, na Strasse 17 Juni, no centro do Grosser Tiergarten, um grande parque público, em 1937.

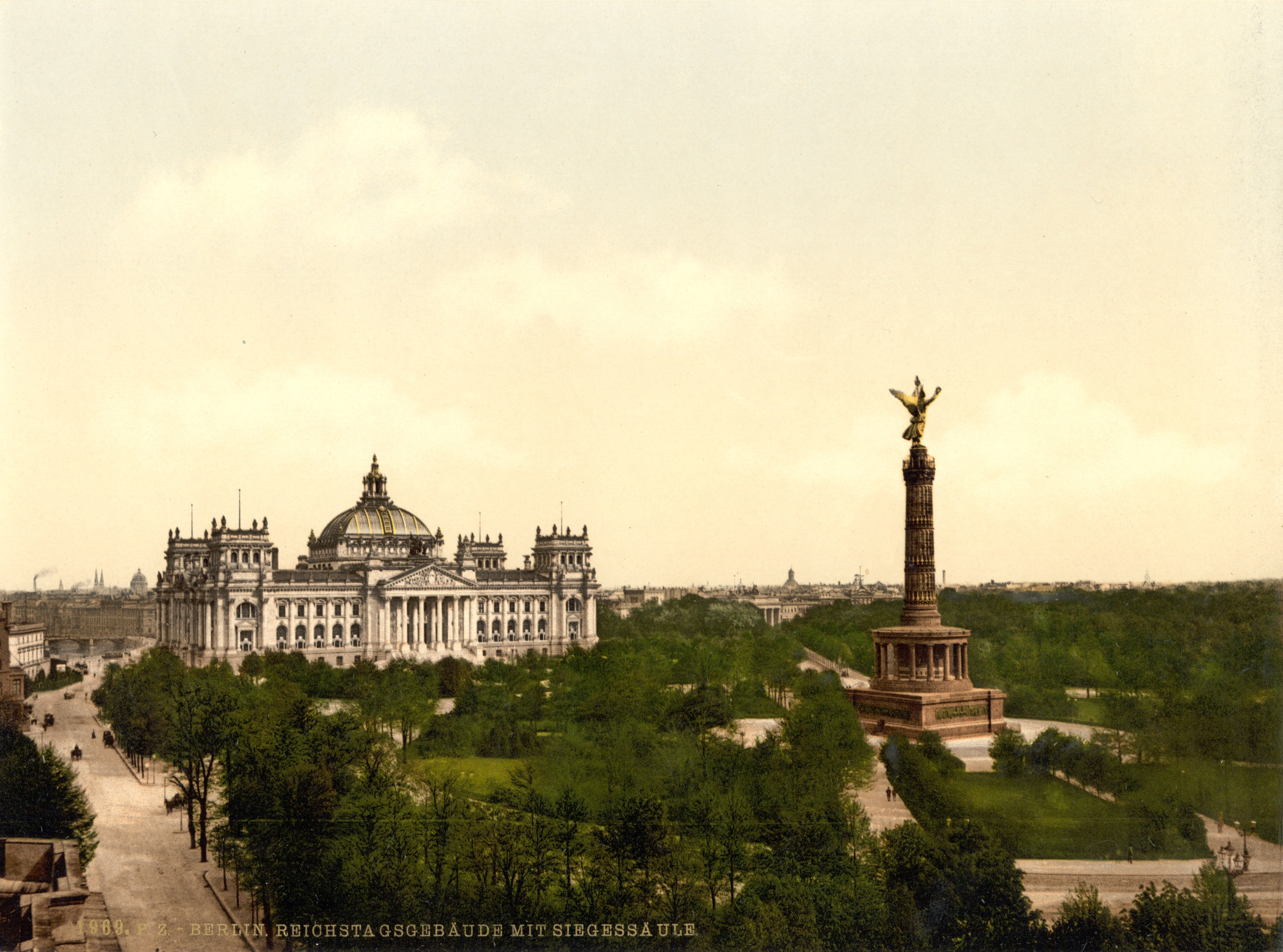
A Siegessäule em seu local original defronte ao Reichstag, ca. 1900

O Siegessäule tem 66,89 metros de altura, estando em seu topo uma estátua de bronze de 5 metros e 35 toneladas de Vitória, deusa da vitória militar. Uma escadaria de 285 degraus leva ao topo da coluna, onde há uma plataforma de observação a 45 metros acima do nível térreo.
Em seu interior há um museu com miniaturas de vários monumentos de outro países. Nas paredes do monumento é possível visualizar vários buracos causados por projéteis disparados durante a Segunda Guerra Mundial. 